# يان-فييت آرب
يان فيات آرب (بالألمانية: Jann-Fiete Arp) هو لاعب كرة قدم ألماني يلعب في مركز الهجوم مع نادي هامبورغ في دوري الدرجة الثانية الألماني كما لعب أيضاً مع منتخب ألمانيا تحت 17.

## مسيرته الكروية
شارك آرب لأول مرة مع هامبورغ ضد فيردر بريمن، حيث دخل كبديل عن بوبي وود في الدقيقة 89. ليصبح أول لاعب يلعب في الدوري الألماني من مواليد 2000.
في 28 أكتوبر 2017، سجل آرب هدفه الأول في الدوري الألماني أمام نادي هرتا برلين، ليصبح بذلك أول لاعب في من مواليد الألفية الجديدة يسجل هدف في الدوري الألماني.
في 7 فبراير 2019، تم الإعلان عن انضمام أرب إلى بايرن ميونيخ في بداية موسم 2019–20 أو موسم 2020–21.

## مسيرته الدولية
كان آرب جزءًا من الفريق الألماني تحت 17 سنة، وسجل سبعة أهداف في بطولة أوروبا تحت 17 سنة لعام 2017.
في وقت لاحق من ذلك العام، لعب أرب في كأس العالم تحت 17 سنة لعام 2017، حيث سجل خمسة أهداف.

## الإحصائيات
آخر تحديث 5 فبراير 2019.
| النادي   | الموسم   | الدوري                         | الدوري | الدوري  | الكأس  | الكأس   | أوروبا | أوروبا  | أخرى   | أخرى    | المجموع | المجموع |
| النادي   | الموسم   | الدرجة                         | الظهور | الأهداف | الظهور | الأهداف | الظهور | الأهداف | الظهور | الأهداف | الظهور  | الأهداف |
| -------- | -------- | ------------------------------ | ------ | ------- | ------ | ------- | ------ | ------- | ------ | ------- | ------- | ------- |
| هامبورغ  | 2017–18  | الدوري الألماني                | 18     | 2       | 0      | 0       | —      | —       | —      | —       | 18      | 2       |
| هامبورغ  | 2018–19  | الدوري الألماني الدرجة الثانية | 11     | 0       | 3      | 1       | —      | —       | —      | —       | 14      | 1       |
| هامبورغ  | المجموع  | المجموع                        | 29     | 2       | 3      | 1       | 0      | 0       | 0      | 0       | 32      | 3       |
| الإجمالي | الإجمالي | الإجمالي                       | 29     | 2       | 3      | 1       | 0      | 0       | 0      | 0       | 32      | 3       |

## وصلات خارجية
- يان-فييت آرب على موقع الاتحاد الأوربي (الإنجليزية)
- يان-فييت آرب على موقع إي إس بي إن إف سي (الإنجليزية)
- يان-فييت آرب على موقع قاعدة بيانات كرة القدم.إي يو (الإنجليزية)
- يان-فييت آرب على موقع بيانات كرة القدم. دي إي (الألمانية)
- يان-فييت آرب على موقع ليكيب (الفرنسية)
- يان-فييت آرب على موقع Soccerbase.com (لاعب) (الإنجليزية)
- يان-فييت آرب على موقع Soccerway.com (الإنجليزية)
- يان-فييت آرب على موقع عالم كرة القدم.نت (الإنجليزية)
- يان-فييت آرب على موقع كووورة
- يان-فييت آرب على موقع AS.com (الإسبانية)

خيارات العرض الأولية
يُمكن استخدام وسيط |وضع= لضبط خيارات عرض القالب الأوليّة:
- |وضع=collapsed: {{يان-فييت آرب|وضع=collapsed}} لإظهار القالب مطويًّا، بمعنى إخفاء محتوياته ما عدا الشريط الخاص بالعنوان.
- |وضع=expanded: {{يان-فييت آرب|وضع=expanded}} لإظهار القالب ممتدًّا، بمعنى إظهاره كاملًا.
- |وضع=autocollapse: {{يان-فييت آرب|وضع=autocollapse}}
  - لإظهار القالب مطويًّا إلى شريط العنوان إذا وُجِد قالب {{وصلات قالب}}، أو قالب {{شريط جانبي}} أو أي جدول يستخدم متغيّر مطوي في الصفحة.
  - لإظهار القالب في وضع الممتد إذا لم يكن هنالك أي عنصر مطوي في الصفحة.

إذا كان وسيط |وضع= غير مضبوطٍ؛ فإن العرض الأولي للقالب يأخذ الوضع من وسيط |افتراضي= في القالب. وضع هذا القالب الحالي مضبوط على autocollapse.
- أدوات مساعدة: تفقد استخدام الوصلات للقالب